# Кинематограф Азербайджана
Азербайджанское кино (азерб. Azərbaycan kinosu) — статья о кинематографии Азербайджана. Со времени зарождения кино в Азербайджане было снято около 240 полнометражных и более 50 короткометражных художественных фильмов, а также свыше 1200 документальных и около ста мультипликационных фильмов. Его сохранением занимается Государственный фонд кино Азербайджана.

## Ранняя история

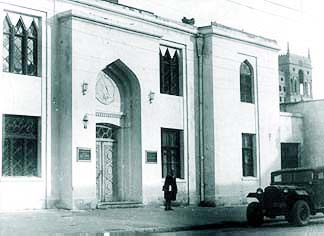
Здание первой киностудии в Баку, основанной в 1920-е годы

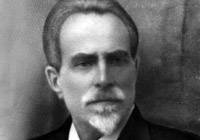
Александр Михайлович Мишон — фотограф, снявший первый фильм в Азербайджане

Историк азербайджанского кино Айдын Кязимзаде относит рождение азербайджанского кинематографа к 1898 году, когда в театре-цирке Василия Вятского был проведён показ работ фотографа А. М. Мишона, снимающий коллекцию оживлённых фотографий Средней Азии и Кавказа для предстоящей Всемирной выставки в Париже. Член Гильдии киноведов и кинокритиков России Ульви Мехти полагает неправомерным подобную датировку, поскольку никакого развития работы Мишона не имели, и относит дату рождения азербайджанского кинематографа к 16 мая 1916 года — в этот день на экран вышла авторская версия немого фильма-оперетты «Аршин мал алан» Узеир бека Гаджибекова. Ту же дату называет БСЭ.

Первый видеокадр из фильма «Нефтяной фонтан в Балаханах» (первый в истории Азербайджана). 1898 год

В 1898 году фотографом Александром Мишоном впервые было снято несколько документальных сюжетов на местные темы, такие как «Пожар нефтяного фонтана в Биби-Эйбате», «Нефтяной фонтан в Балаханах», «Народное гулянье в городском саду», «Кавказский танец» и одна игровая юмористическая кинозарисовка, которая называлась «Попался». Зрителям эти фильмы были показаны на специально организованном киносеансе 2 августа того же года. Согласно указу президента Азербайджанской Республики этот день считается днём рождения национальной кинематографии и ежегодно отмечается как «День национального кино». Мишон добился также успеха, продемонстрировав эти фильмы во Франции.
В 1915 году в Баку была создана контора кинопроката. Она была учреждена акционерными обществами братьев «Пироне». Кроме них в Баку функционировали филиалы и других иностранных кинофирм («Пате», «Фильма» и др.) В том же 1915 году общество «Пироне» приступило к съёмкам фильма «В царстве нефти и миллионов», ставшего первым художественным азербайджанским фильмом. Фильм был снят по одноимённому роману М. Мусабекова. Съёмку фильма финансировали местные нефтепромышленники. Так, для снятия фильма из Петербурга был приглашён режиссёр Борис Светлов. В Баку и окрестных сёлах снимали пейзажи, в Тифлисе же — сцены, связанные с павильонами. В фильме, в роли Лютфели-бека, снялся известный тогда актёр театра Гусейн Араблинский.
Первая азербайджанская кинокомедия «Аршин мал алан», имевшая большой успех, была снята в 1916 году, на основе одноимённой оперетты композитора Узеира Гаджибекова. После провозглашения независимости Азербайджанской Демократической Республики 28 мая 1918 года, в 1919 году был продемонстрирован документальный фильм «Первая годовщина правления мусават в Азербайджане».

## Период Азербайджанской ССР
Коммунистическая партия рассматривала кино как важнейший элемент идеологического воспитания. Таким образом, все сферы кинематографии находились в государственном ведении. 4 июля 1920 года декретом АзРевКома все кинематографические предприятия были национализированы. В том числе национализированы кинематографическое и кинопрокатное оборудование. Управление кинематографом поручено Народному Комиссариату просвещения Азербайджанской ССР.
В этот же период национальное кино формировало свой облик. Появлялись мастера, выделяющиеся самобытностью киноязыка и оригинальностью творческого почерка.

### 1920-е годы

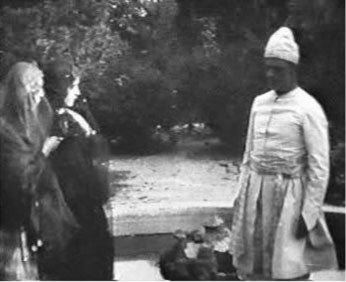
Кадр из первого азербайджанского советского фильма «Легенда о Девичьей Башне», 1924 год.

В 1922 году руководство Азербайджанской ССР приняло решение о создании первой в Республике кинофабрики, ставшей предшественницей сегодняшней киностудии Азербайджанфильм. В следующем году специальным декретом Совета Народных Комиссаров было учреждено Азербайджанское фотокиноуправление (АФКУ), осуществлявшее меры по национализации и объединению фотокинотеатров и прокатных контор отдельных предпринимателей. При АФКУ в то время существовали такие кинотеатры как «Тейяре», «Эдисон», «Миллион», «Ладья», «Меденчи» («Промысловик») и др. В 1924 году на экранах появился двухсерийный художественный фильм «Легенда о Девичьей Башне», снятый режиссёром В. В. Валльюзеком. Создатели фильма применили при съёмках восточную экзотику.

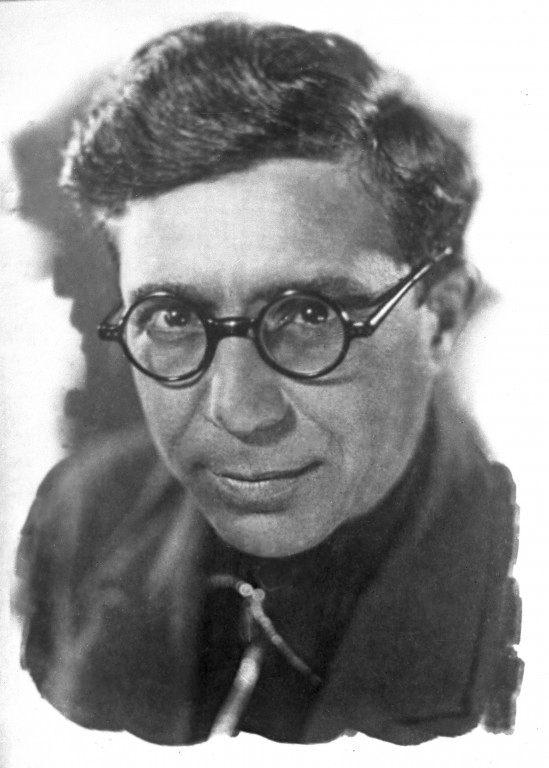
Джафар Джаббарлы — известный азербайджанский драматург, считающийся основателем школы киносценаристов Азербайджана

При АФКУ в 1925 году по инициативе Ш. Махмудбекова была организована студия по подготовке в Азербайджане национальных актёрских и режиссёрских кадров. В этой студии обучались Джафар Джаббарлы, М. Микаилов, А. Таиров и др. Для повышения художественного качества фильмов и развития национальных кадров в Баку приглашались известные кинорежиссёры, такие как В. И. Пудовкин, И. А. Шевченко, Н. М. Шенгелая, Михаил Чиаурели, а также кинооператоры Г. М. Лемдег, В. Р. Лемке, А. В. Гальперин, И. С. Фролов, Я. М. Фельдман, Л. Л. Косматов, В. М. Шнейдер и др. К кинотворчеству привлекались Джафар Джаббарлы, Аббас Мирза Шарифзаде и др.
В 1926—1930 гг. АФКУ называлось в «Азгоскино», В 1930—1933 гг. — «Азеркино», в 1933 году было переименовано в «Азфильм», в 1934 — в «Азгоскинопром», с 1935 по 1940 называлась «Азерфильм», с 1941 по 1959 — «Бакинская киностудия». Наконец с 1961 года и по сей день учреждение называется «киностудией Азербайджанфильм имени Джафара Джаббарлы».

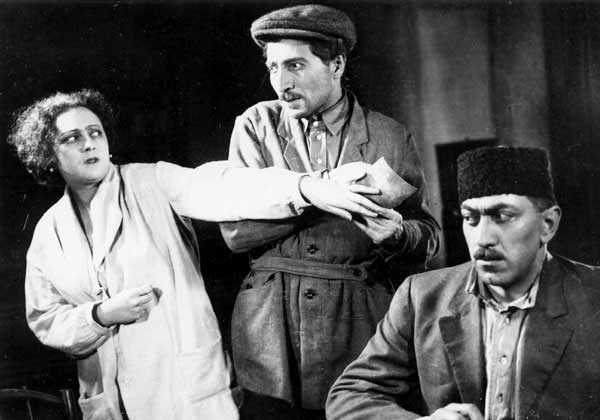
Кадр из фильма «Севиль», снятый по одноимённому произведению Джафара Джаббарлы. 1929 год

В 1920-е годы главной тематикой в азербайджанском кино была борьба против религиозного фанатизма, революция и свобода женщин. В эти годы вышли такие фильмы как «Бисмиллах» (1925 год, режиссёр Аббас-Мирза Шарифзаде и А. Валово), «Дом над вулканом» (1929 год, режиссёр Амбарцум Бек-Назаров), «Гаджи Гара» (1929 год, режиссёр Аббас-Мирза Шарифзаде). Образ азербайджанской женщины, борющейся за свободу, был воспроизведён в фильме «Севиль» (1929 год, режиссёр Амбарцум Бек-Назаров)
В эти годы местными и иностранными кинокомпаниями снимались кинохроники и документальные фильмы, повествующие о городской жизни, нефтепромыслах. Первая кинохроника «Прибытие IX Красной Армии в Баку» была создана в 1920 году. В этом же году была создана кинохроника «Первый гурултай (собрание) восточных народов». В последующие годы создавались репортажи, связанные с соответствующими событиями: наряду с документальными фильмами такими как «III годовщина Советского Азербайджана» (1923 год), «Пожар на нефтяных промыслах в Сураханы» (1923), «Похороны Наримана Нариманова» (1925), Прибытие М. Фрунзе в Баку (1925) и др. снимались фильмы и на научные темы. В 1925 году режиссёр Аббас Мирза Шарифзаде закончил съёмки фильма «Путешествие в Азербайджан», повествующий о культурной и промышленной жизни республики. В 1920-е годы издавался киножурнал «Азербайджанский экран» (4-5 раз в год), знакомящий зрителей с достижениями в производстве и культурной жизни республики.

### 1930-е годы. Появление звука

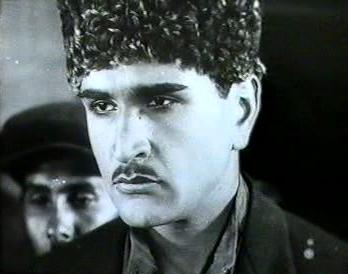
Кадр из фильма «Лятиф» с участием Алескера Алекперова. 1930 год

В начале 1930-х годов темы для художественных фильмов брались из современной жизни. Снимались фильмы и на историко-революционные темы. К ним относятся такие фильмы как «Лятиф», «Исмет», которые были сняты соответственно в 1930 и 1934 годах режиссёром М. Микаиловым; «Алмаз» (1936) и «Новый горизонт» (1940), снятые соответственно режиссёрами А. Гулиевым и Г. М. Брагинским. В 1938 году режиссёром В. В. Туриным была снята картина «Бакылылар» («Бакинцы»). Среди немых фильмов 1930-х годов особо выделяются полнометражные фильмы «Путь к Востоку», снятый режиссёром А. А. Маковским в 1934 году и «Азербайджанское искусство».

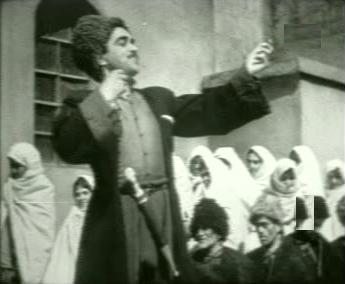
Кадр из фильма «Кяндлиляр» (Крестьяне), режиссёра Самеда Марданова. 1940 год

В 1940 году первый профессиональный азербайджанский кинорежиссёр Самед Марданов, скончавшийся в раннем возрасте, закончил съёмки единственной в своей жизни картины «Кяндлиляр», которая переводится как «Крестьяне». Это одна из лучших азербайджанских картин. Некоторые фильмы Азербайджана, такие как «Повесть о нефтяниках Каспия» и «Покорители моря», снятые на нефтяную тему и связанные с нефтяниками Каспия, были известны и за пределами страны, в том числе и на Каннском кинофестивале.

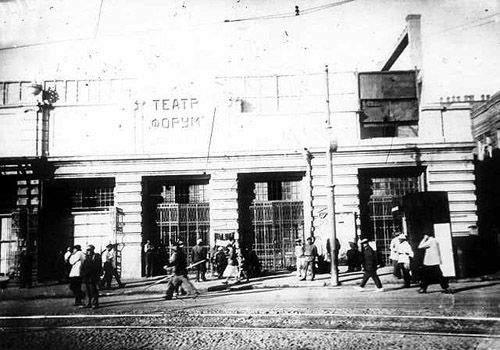
Кинотеатр «Форум» в Баку. 1936 год

В 1935 году знаменитым режиссёром Борисом Барнетом на «Азерфильме» был снят первый звуковой фильм Азербайджана «У самого синего моря». В фильме снимались выдающиеся советские актёры Николай Крючков и Лев Свердлин. В целом с 1936 по 1941 год было снято более 10 звуковых фильмов.
С появлением звука начало развиваться и документальное кино. В 1935 году Б. В. Пумянский и В.Еремеев, будучи режиссёром и автором сценария соответственно, сняли односерийный документальный хроникальный киноальманах «Прославленный Азербайджан». Именно в этом фильме синхронно с выступлениями героев очерка впервые был передан дикторский текст. Начиная с 1939 года под новым названием «Орденоносный Азербайджан» начал издаваться киножурнал «Азербайджанский экран». Выходило 36 номеров в год.

### Военные годы

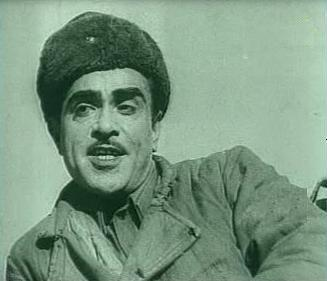
Кадр из фильма «Бахтияр» (1942 год) с Мовсумом Санани в главной роли

В годы Второй мировой войны снимались в основном фильмы на военную тематику. Так, режиссёром А. Гулиевым были сняты фильмы киноновеллы «Сын Отечества» (1941 год) и «Бахтияр» (1942 год). Фильмы были посвящены воинам-героям Кямалу Гасымову и Бахтияру Керимову соответственно. А в 1943 году режиссёром А. Ивановым была снята посвящённая проявленному в годы войны героизму моряков кинокартина «Подводная лодка Т-9».
Кроме этого, в 1942 году усилиями режиссёров А. И. Бек-Назарова и Рзы Тахмасиба вышла в свет картина «Сабухи», которая была посвящена жизни и творчеству Мирзы Фатали Ахундова. В 1943 году была снята состоящая из трёх киноновелл (режиссёры Григорий Александров, Рза Тахмасиб и Микаил Микаилов), связанных единой сюжетной линией, «Одна семья».
В эти годы из Азербайджана на линию фронта отправилась группа режиссёров-кинодокументалистов, такие как А. Гасанов и операторов (М. Мустафаев, М. Дадашов, С. Бадалов, В. Е. Еремеев, Ч. Мамедов и др.). Там ими снимались документальные фильмы и отправлялись для демонстрации бойцам в качестве специальных выпусков. Среди киножурналов и киноочерков, отражающих героический труд азербайджанского народа в годы войны известны «За Родину» (1943, режиссёр А. Гасанов), «Забота» (1943, режиссёр А. Гулиев), «Ответное письмо» (1944, режиссёр И. Эфендиев), «Братская помощь» (1944, режиссёр А. Дадашов) и др.
В 1944 году режиссёрами Г. В. Александровым и Н. И. Большаковым был снят полнометражный документальный фильм «Каспийцы» («Бакинская киностудия» совместно с Московской студией документальных фильмов). Фильм рассказывал о героизме каспийских моряков. А в честь 25-летия установления Советской Власти в Азербайджане был создан полнометражный документальный фильм «Страна вечных огней» (режиссёр Г.Сеидзаде, 1945 год).

### Послевоенные годы
В 1945 году музыкальная комедия Узеира Гаджибекова «Аршин Мал-Алан» была экранизирована ещё раз. Режиссёрами Рза Тахмасибом и Н. Лещенко была создана яркая реалистическая кинокомедия, в которой был сохранён национальный колорит и народный юмор. Фильм добился большого успеха как на территории бывшего СССР, так и во многих странах мира. Государственная премия СССР за этот фильм в 1946 году была присвоена режиссёрам Рзе Тахмасибу и Н. Лещенко, композитору Узеиру Гаджибекову, а также актёрам Рашиду Бейбутову, Лейле Бедирбейли, А. Гусейнзаде, М. Калантарли и Л. Абдуллаеву. Начиная с этого фильма в азербайджанском кино усилилось стремление к комедийному жанру. Так, в 1955 году режиссёром Т. Тагизаде был снят комедийный фильм «Встреча», а Л. Сафаровым — «Любимая песня» («Бахтияр»), главную роль в котором сыграл также Рашид Бейбутов.

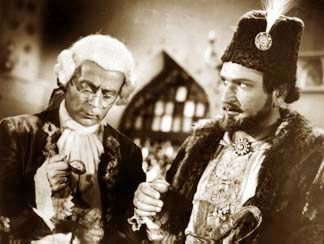
Кадр из фильма «Фатали хан». Справа, Фатали хан (Алескер Алекперов) беседует с послом из России.

В 1947 году режиссёром В. И. Дзиганом был снят фильм «Фатали хан», посвящённый жизни губинского хана Фатали. На экраны фильм вышел лишь в 1959 году.
В это время одновременно с журналом «Советский Азербайджан» начал выходить киножурнал «Молодое поколение» (4 номера в год). С 1945 по 1950 год над документальными фильмами трудились такие сценаристы как И. Касумов, А. Гулубеков, режиссёры З. Кязимова, Л. Сафаров, операторы А. Нариманбеков, Т. Ахундов, Х. Бабаев, композиторы К. Караев, Т. Гулиев и др.
В 1947 году был снят полнометражный фильм «По ту сторону Аракса» (режиссёры И. Эфендиев, Э. И. Шуб). Фильм рассказывал о борьбе за свободу азербайджанского народа Ирана в 1945—1946 гг.

### 1950-е годы
В начале 1950-х годов в «Бакинской киностудии» снимались в основном художественно-документальные и публицистические фильмы. Уже к середине 1950-х годов были подготовлены национальные кадры сценаристов, режиссёров, операторов и художников. Большинство из них обучались во Всесоюзном Государственном Институте Кинематографии. К их числу относятся И. Касумов, Э. Мамедханлы, И. Тагизаде, Л. Сафаров, Г. Сеидбейли, А. Ибрагимов, Н. Исмаилов, Г. Сеидзаде, Ш. Махмудбеков, А. Атакишиев, Х. Бабаев, А. Нариманбеков, Т. Ахундов, Р. Оджагов, К. Наджафзаде, Дж. Азимов, Э. Рзагулиев, Н. Зейналов и др.
Тематика фильмов в эти годы значительно расширилась. Снимались фильмы, посвящённые труду и жизни рабочих и колхозников, представителей различных профессий. В этот список можно добавить такие фильмы как «Не та, так эта» (1956, режиссёр Г. Сеидзаде), «Под знойным солнцем» (1957, режиссёр Л. Сафаров), «Чёрные камни» (1958, режиссёр А. Гулиев), «Ползущие тени» (1958, режиссёры И. Эфендиев и Ш. Шейхов), «Её большое сердце» (1959, режиссёр А. Ибрагимов), «Настоящий друг» (1959, режиссёр Т. Тагизаде), «Мачеха» (1958, режиссёр Г. Исмаилов).
В 1957 году «Бакинской киностудии» была создана картина «Два парня из одного квартала» (режиссёры А. Ибрагимов и И. В. Гурин, операторы М. М. Пилихина и Р. Оджагов, композитор Г. Гараев), рассказывающая о борьбе народа за свободу и демократию в одной из стран Востока.
В 1958 году на экраны выходит фильм «На дальних берегах», посвящённый партизану Мехти Гусейнзаде, и снятый по мотивам одноимённой повести Гасана Сеидбейли и Имрана Касумова «На дальних берегах».
Важное значение начало придаваться и развитию детских фильмов. Большую роль в этом сыграл режиссёр А. Атакишиев. В 1959 году им был снят фильм «Тайна одной крепости».
Цветной полнометражный документальный фильм «Советский Азербайджан» (режиссёры М. Дадашов, Ф. Киселёв), снятый в 1950 году и посвящённый 30-летию установления Советской власти в Азербайджане, был удостоен специальной награды Каннского международного кинофестиваля в 1951 году. А фильм режиссёра С. Мамедова «На заливе имени С. М. Кирова» получил премию Венецианского Международного кинофестиваля в 1955 году.
В «Бакинской киностудии» всемирно известным режиссёром Р. Л. Карменом были сняты фильмы «Повесть о нефтяниках Каспия» (1953) и «Покорители моря» (1959), в которых нашли своё отражение героический труд и жизнь морских нефтяников. За эти фильмы в 1960 году режиссёр Р. Л. Кармен, операторы Ч. Мамедов и С. Я. Мединский были удостоены Ленинской премии.

### 1960-е годы
Начиная с 1960-х годов в Азербайджане начали снимать всё больше цветных фильмов. Снятый в 1960 году режиссёром Г. Сеидзаде художественный фильм «Короглу», посвящённый одноимённому народному мифическому герою стал первым широкоэкранным азербайджанским цветным фильмом. Мотивы же дастана «Лейли и Меджнун» легли в основу сюжета фильма «История любви» (1961, режиссёр Л. Сафаров).
Широкое распространение получило создание фильмов комедийного жанра. Были созданы такие кинокомедии как «Ромео мой сосед» (1963, режиссёр Ш. Махмудбеков), «Где Ахмед?» (1964, режиссёр А. Искендеров), «Улдуз» (1964, режиссёр А. Гулиев), «Аршин мал алан» (1966, режиссёр Т. Тагизаде).
В кинематографию приходила всё большая группа молодёжи: сценаристы братья Рустам и Максуд Ибрагимбековы, Анар, А. Ахундова, И. Гусейнов, В. Самедоглу, Р. Фаталиев, режиссёры А. Бабаев, Э. Гулиев, Г. Миргасымов, И. Эфендиев, Т. Исмаилов, Г. Азимзаде, Г. Бабаев, операторы З. Магеррамов, Р. Исмайлов, Р. Гамбаров, В. Керимов, художники Ф. Багиров, Р. Исмайлов, актёры Г. Мамедов, Ш. Алекперов, Г. Турабов, Р. Балаев, Э. Алиев, Ш. Мамедова и др.).
Их сотрудничество со старшим поколением приводило к повышению профессионального уровня азербайджанского кино. Появлялись новые фильмы, отличающиеся национальным колоритом и идейной глубиной. В центре фильма «В этом южном городе» (1969, режиссёр Э.Гулиев) стоит тема борьбы нового и старого, рассматриваются вопросы спасения человечества от отживших себя обычаев. В фильмах, снятых за этот период, основное место занимают морально-этические проблемы, разные взгляды на современную жизнь, формирование молодого поколения. Анализ характеров людей занимают одно из главных мест в фильмах этого периода. К их числу можно отнести, например, фильм «Последняя ночь детства» (1969, режиссёр А.Бабаев).
В некоторых фильмах нашла отражение тема Второй мировой войны. В снятом в 1969 году режиссёром Ш. Махмудбековым фильме «Хлеб поровну» описывается жизнь бакинцев в последние годы войны. За этот фильм Махмудбеков был удостоен Государственной премии Азербайджанской ССР. Среди фильмов для детей можно назвать «Волшебный халат» (1964, режиссёр А. Атакишиев).
Во второй половине 1960-х годов произошли определённые изменения в стиле документального кино. Отсутствовал дикторский текст, наблюдался поэтический настрой и чёткий монтаж. Эти изменения ощущаются в фильмах Г. Миргасымова «Море» (1965), «Гобустан» (1966), «Голос правды», «Композитор Гара Гараев» (1967) Сам Г. Миргасымов за эти фильмы был удостоен премии Ленинского Комсомола Азербайджана в 1967 году, которая была вручена также режиссёру фильма «Как хорошо, что был на свете Самед Вургун» (1967) Я. Эфендиеву, автору сценария И. Шыхлы, оператору З. Мамедову.

### 1970-е годы
В эти годы было снято несколько фильмов на историко-революционные темы. Особое внимание заслуживают фильмы «Звёзды не гаснут» (1971, режиссёр А. Ибрагимов) снятый совместно с киностудией «Мосфильм», рассказывающий о деятельности Н. Нариманова. В 1970 году по мотивам «Комсомольской поэмы» Самеда Вургуна был снят посвящённый комсомольцам 1920-х годов фильм «Семеро сыновей моих» (режиссёр Т. Тагизаде, который был удостоен премии Ленинского Комсомола Азербайджана. В 1973 году совместно с чехословацкой киностудией режиссёром Э. Гулиевым был снят фильм «Попутный ветер». Это был первым азербайджанским фильмом, снятым совместно с зарубежной студией. О классовой борьбе в азербайджанских сёлах в первые годы Советской власти рассказывается в фильмах «Последний перевал» (1971, режиссёр К. Рустамбеков), «Мститель из Гянджабасара» («Гатыр Мамед», 1974, режиссёр Р. Оджагов).

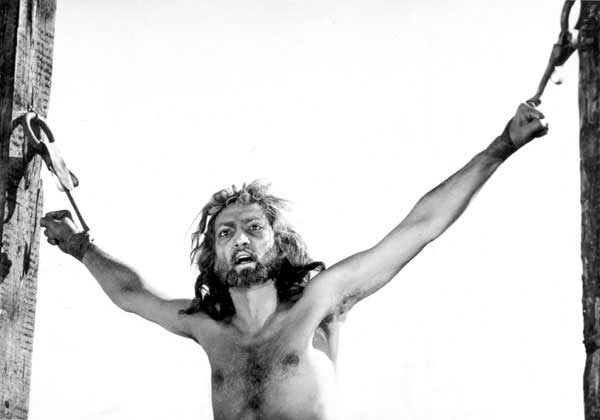
Кадр из фильма «Насими» (1973), где с поэта, которого сыграл Расим Балаев, сдирают кожу. Сцена казни в Халебе была снята в этом же городе.

Был снят ряд исторических фильмов. Жизнь поэта Насими, выступавшего против социальных и нравственных проблем, несправедливостей феодального мира была показана в фильме «Насими» (1973, режиссёр Г. Сеидбейли). В 1975 году на VII Всесоюзном Кинофестивале фильм был удостоен премии как лучший исторический фильм. Особой поэтичностью отличается фильм режиссёра Т. Тагизаде «Деде Горгуд» (1975), снятый по мотивам народного эпоса «Книга моего деда Коркута». В 1979 году режиссёром Э. Гулиевым был снят фильм «Бабек». Фильм был посвящён борьбе народа против Халифата в IX веке под предводительством Бабека.
Тема Второй мировой войны раскрыта в фильмах «Наш учитель Джабиш» (1970, режиссёр Г.Сеидбейли), «В Баку дуют ветры» (1974, режиссёр М.Дадашов), «Звук свирели» (1975, режиссёр Р. Оджагов).
В фильмах «Скажи, что любишь меня» (1977, режиссёр М. Ибрагимбеков), «Простите нас» (1979, режиссёр А. Бабаев) выражен протест против эгоизма, жёсткости и жестокости. Морально-этические проблемы были затронуты в фильме сценариста Р. Ибрагимбекова и режиссёра Р. Оджагова «Допрос» (1979; главный приз XIV Всесоюзного Кинофестиваля, Душанбе, 1980; Государственная премия СССР, 1981),
К фильмам снятым для детей можно отнести «Лев ушёл из дома», снятый в 1978 режиссёром Р. Исмайловым, а также «Я сочиняю песню» (1979, режиссёр Т. Исмаилов),
Ряд научно-популярных фильмов, таких как «Память узоров» (1973, режиссёр И. Эфендиев), «Золотая рыба» (1975, режиссёр Ч. Фараджев) был создан в этот период. Дополнительные возможности методов съёмок, монтажа и озвучивания начали применять для создания азербайджанских фильмов на актуальные темы. Сюда можно отнести фильм Т. Бекирзаде «Диссонанс» (1977), картину З. Магеррамова «Вместе с весной» (1978) и др.
С 1970 года в киностудии «Азербайджанфильм» начался выпуск сатирического киножурнала «Мозалан», в котором критикуются антиподы общества, недостатки и упущения, встречающиеся в повседневной жизни и хозяйственной деятельности.

### 1980-е годы
Фильмы на разные темы снимались и в этот период. Темы о сложных психологических ситуациях по-новому раскрыты в таких фильмах как «Серебристый фургон» (1982), «Чёртик под лобовым стеклом» 1987 года, снятый режиссёром О. Мир-Касымовым, был удостоен премии XXI Всесоюзного кинофестиваля 1988 года, «Структура момента», «Деловая поездка» (1982), «Дедушка дедушки нашего дедушки» и другие. В снятом Вагифом Мустафаевым в 1988 году сатирическом фильме «Мерзавец» показан процесс деформации человеческого характера.
Среди исторических фильмов, снятых на революционные темы известны фильм «По коням» 1983 года режиссёра Г. Турабова, «Ждите сигнал с моря» Джейхуна Мирзоева (1986). В память о Герое Советского Союза Ази Асланове в 1985 году режиссёр Р.Исмайлов снял фильм «Я любил вас больше своей жизни».
Снимались также и фильмы для детей. Популярными были фильмы «Асиф, Васиф, Агасиф» (1983, режиссёр Р. Исмайлов), «Учитель музыки» (1983, режиссёр Т.Исмаилов), «Тайна корабельных часов» (1982, режиссёр Р. Шабанов), «Шкатулка Исмаил Бека» (1983, режиссёр Г. Азимзаде), «Гариб в стране джиннов» (1987, режиссёр А. Атакишиева) и другие.
В 1989 году Ч. Зейналов снял первый азербайджанский фантастический фильм «Контакт».
В последние годы советской власти по заказу Госкино и Центрального телевидения СССР «Азербайджанфильм» снимал около 7-8 художественных фильмов в год.
В эти годы продолжали снимать научно-популярные фильмы, такие как «Где ты, мой берег зелёный», «Тайна Эскулапской пиалы», «Возрождение», «Долг перед землёй» и другие.

### 1990-е годы
В 1990—1995 гг. практически все фильмы снимались на средства предпринимателей. За этот период сняты более 40 художественных фильмов и свыше 125 документальных картин. В эти годы творили такие режиссёры, как Аяз Салаев, Вагиф Мустафаев, Гусейн Мехтиев, Явер Рзаев, Джамил Гулиев, Шахмар Алекперов, Рамиз Азизбейли, сценаристы Рамиз Ровшан, Орхан Фикретоглу, Натик Расулзаде, Айдын Дадашев.
После восстановления независимости 18 октября 1991 года в Азербайджане наступила новая эра в развитии культуры. В связи с этим, а также по причине идущей Карабахской войне патриотизм в фильмах стала одной из главных тем.
Фильм «Кольцо счастья» (азерб. Bəxt üzüyü) режиссёра Рамиза Азизбейли и продюсера Садраддина Дашдамирова был первым фильмом независимого Азербайджана, отвечающий всем канонам коммерческого фильма.
Фильм режиссёра Аяза Салаева и продюсера Садая Ахмедова «Яраса» проложил дорогу Азербайджанского кино на мировую арену. Картина получила «Гран При» Анжейского фестиваля (Франция) и приняла участие в более чем 20 Международных кинофестивалях.
Начиная с 1990-х годов, современные азербайджанские фильмы были представлены в международных кинофестивалях.
В 1995 году сценарист Рустам Ибрагимбеков получил премию «Оскар» за «Утомлённые солнцем» как лучший зарубежный фильм.
В 1996 году фильм «Чужое время» Гусейна Мехтизаде, на международном фестивале в Мадриде выиграла две номинации, «Лучший режиссёр» и «Лучшая молодая актриса».
В 1997 году фильм режиссёра Вагифа Мустафаева и продюсера Рафига Кулиева «Всё к лучшему» получает сразу четыре приза Оберхаузенского МКФ.
В 1998 году фильм «Сары Гялин» — режиссёра Яваря Рзаева получает американский приз «Свободы» в Карловых Варах и за «Лучший сценарий» в МКФ «Киношок».
17 мая 1999 года, 32 кинорежиссёра, собравшихся в фойе Государственного Фильмофонда, учреждают Гильдию Профессиональных Кинорежиссёров Азербайджана.

#### Фильмы
- «Убийство в ночном поезде» (1990) — режиссёр Абдула Махмудова
- «День казни» (1990) — режиссёр Гюли Азимзаде
- «Свидетельница» (1990) — режиссёр Гусейна Мехтиева
- «Кольцо счастья» (1991) — режиссёр Рамиз Азизбейли, продюсер Садраддин Дашдамиров
- «Газалхан» (1991) — режиссёр Шахмар Алекперов, продюсер Гусейн Ага Гасымов
- «Вне» (1991) — режиссёр Вагиф Мустафаев, продюсер Вагиф Асадуллаев
- «Семь дней после убийства» (1991) — режиссёр Расим Оджагов
- «Крик» (1993) — студия «Ашкар фильм» — режиссёр Джейхун Мирзоев, продюсер Назим Абдуллаев;
- «Тахмина» (1993) — режиссёр Расим Оджагов, продюсер Расул Кулиев
- «Станбульская история» (1994) — режиссёр Расим Оджагов, продюсер Расул Кулиев
- «Яраса» (1995) — режиссёр Аяз Салаев, продюсер Садай Ахмедов.

## Современный период
На 42-м Международном Хьюстонском кинофестивале, в номинации «Самый лучший иностранный фильм», фильм «40-я дверь» был удостоен золотой награды «Gold Remi Award Foreign».
Была принята государственная программа развития азербайджанского кино на 2008—2018 годы.
В 2012 году с целью развития кино была учреждена Гильдия продюсеров Азербайджанской Республики, объединившая в себе 18 кинокомпаний. Гильдия продюсеров провела конкурс сценариев «Широкий взгляд» («Geniş baxiş»).

### 2000-е годы
В 2001 году состоялась премьера комедии с элементами мелодрамы производства киностудий Азербайджанфильм и Вахид — Сон. Фильм был снят ещё в 1993 году, однако в 1994 году он был положен на полку по неизвестным причинам, наконец-таки указом Президента Азербайджана Гейдара Алиева в 2001 году фильм вышел в свет. Актёрский состав фильма состоял из таких великих актёров, как Насиба Зейналова, Сиявуш Аслан, Яшар Нури, Гюндуз Аббасов, а также актёров молодого поколения Бахрам Багирзаде, Ильхам Гасымов, Аян Миргасымова и другие.
Чёрная метка — фильм азербайджанского режиссёра Вагифа Мустафаева, снятый в 2003 году по мотивам книги Эльмиры Ахундовой «Смерть полиграфиста». В фильме приняло участие большое количество звёзд советского и азербайджанского кино. Режиссёр-постановщик Вагиф Мустафаев параллельно с этой картиной снимал также и фильм «Национальная бомба».
21 июня 2004 году состоялась премьера комедийного фильма азербайджанского режиссёра Вагифа Мустафаева «Национальная бомба». Один из актёров Гасан Мамедов не дожил до премьеры, который скончался в процессе съёмок 26 августа 2003 года. Фильм «Национальная бомба» завоевал «Гран-При» на I Международном кинофестивале стран СНГ Латвии, Литвы и Эстонии «Новое кино. XXI век» в Смоленске (2004 г), и в том же году «Гран-При» на кинофестивале комедийных фильмов «Улыбнись, Россия» в Великом Новгороде. На XV Международном Варненском кинофестивале (Болгария, 2007) «Национальная бомба» была удостоена академического приза Софийского Университета им. Святого Климента Охридского — «Горькая Чаша».
В 2006 году на студии «Азербайджанфильм» закончили снимать картину «Прощай, южный город» режиссёра Олег Сафаралиева, которая показывалась на кинофестивалях в Берлине, Монреале, Стамбуле, Хайфе, Рио-де-Жанейро. Фильм был удостоен национальной кинематографической премии Азербайджана 2006 года — «Гызыл чыраг» («Золотой светильник») за лучший фильм. Также получил приз «ARRI» на 3 МКФ «Евразия» в городе Алматы и приз зрительских симпатий на 5 Фестивале «Московская премьера» в 2007 году

#### Фильмы
- «Сон» (2001) — режиссёр Фикрет Алиев
- «Гаджи-Кара»(2002) — режиссёр Джахангир Мехтиев
- «Колдун» (2003) — режиссёр Октай Мир-Касимов
- «Мелодия пространства» (2004) — режиссёр Гусейн Мехтиев
- «Национальная бомба» (2004) — режиссёр Вагиф Мустафаев
- «Там, где сливаются реки» (2004) — режиссёр Ниджат Фейзуллаев
- «Заложник» (2006) — режиссёр Эльдар Кулиев
- «Ложь» (2006) — режиссёр Рамиз Азизбейли
- «Прощай, южный город» (2006) — режиссёр Олег Сафаралиев
- «Мы вернёмся» (2007) — режиссёр Эльхан Касимов
- «Доброе утро, мой ангел!» (2008) — режиссёр Октай Мир-Касимов
- «Крепость» (2008) — режиссёр Шамиль Наджафзаде

### 2010-е годы
В 2012 году режиссёр Эльхан Джафаров снял фильм «Град» на тему Первой карабахской войны по мотивам одноимённого романа Агиля Аббаса, который также является и автором сценария картины. Композитором фильма выступил Полад Бюльбюль-оглы. Съёмки фильма проходили в Исмаиллинском и Агдамском районах, в Баку и в других регионах. Премьера фильма состоялась в Центре кино «Низами» 2 августа 2012 года, в День национального кино Азербайджана.
В том же году режиссёр Рамиз Гасаноглу снял фильм, посвящённый жизни и творчеству азербайджанского учёного, поэта и драматурга Мирзы Фатали Ахундова по заказу Министерства культуры и туризма Азербайджана при поддержке киностудии «Азербайджанфильм» имени Джафара Джаббарлы. Автором сценария фильма является Народный писатель Азербайджана Анар. 28 ноября 2012 года в Центре кино «Низами» в Баку состоялась премьера фильма. Часть съёмок проходила в Шеки. В целом, съёмки фильма проводились в Азербайджане, Грузии и Турции (Стамбул).
В 2012 году также вышел в свет «Степняк», фильм азербайджанского режиссёра Шамиля Алиева. Данный фильм участвовал на многих конкурсах и кинофестивалях.
- Был включён в предварительный список премии «Оскар» 2014 года в номинации «Лучший фильм на иностранном языке»
- В сентябре 2012 года принял участие на XXI кинофестивале «Киношок» в Анапе
- В этом же году был включён в программу VII международного фестиваля «Евразия», проходившего в Алмате
- В октябре 2012 года был показан на V Международном фестивале «Дидор» в Душанбе. По итогам этого кинофестиваля режиссёр фильма Шамиль Алиев был удостоен специального диплома Международного жюри «За сказочную реальность».
- Вошёл также в основную конкурсную программу XVI Международного Таллинского кинофестиваля «Тёмные ночи» (12-28 ноября).
- 4 декабря 2012 был продемонстрирован на 35-м Каирском международном кинофестивале
- В декабре 2012 года принял участие на XIII кинофестивале в Тбилиси
- В марте 2013 года принял участие на XXIV кинофестивале в Анкаре
- В мае этого же года — на Хабаровском кинофестивале «Золотой Витязь»
- В октябре-ноябре 2013 года был показан на 62-м Международном кинофестивале Мангейм — Хайдельберг
- В ноябре 2013 года принял участие на IX Казанском международном фестивале мусульманского кино
- В январе 2014 года принял участие в XIII кинофестивале в Дакке.

В 2012 году вышел в свет короткометражный фильм режиссёра Фариза Ахмедова. Съёмки фильма завершились в ноябре 2011 года. Мировая премьера фильма состоялась 14 апреля 2012 года в Дубае. 14 и 16 апреля 2012 года фильм был продемонстрирован в Дубае в рамках V Кинофестиваля Залива. На II международный молодёжном кинофестивале «Свет миру» в Ярославле, проходившим с 12 по 15 июля 2012, фильм занял второе место в номинации «Художественный фильм» и стал победителем в номинации «Детский фильм» в категории «В» (19-30 лет). Фильм был показан в рамках VIII Казанского международного фестиваля мусульманского кино, проходившем с 5 по 11 сентября 2012. Также в рамках VII батумского международного фестиваля артхаусных фильмов, проходившем с 16 по 23 сентября была продемонстрирована эта картина. Фильм был также показан в рамках V Всероссийского фестиваля авторского короткометражного кино в Москве и отмечен дипломом фестиваля. В рамках фестиваля 27 сентября «Маяк» был показан в кинотеатре «Звезда», 28 сентября — в кинотеатре «Мир искусства», а 29 сентября показ картины прошёл в кинотеатре «Художественный». октября 2012 года фильм был показан в рамках Ташкентского международного кинофорума «Золотой гепард» во Дворце творчества молодёжи.
В этом же году также был выпущен военный фильм азербайджанского режиссёра, президента группы компаний ANS Вахида Мустафаева «Ходжа». Автором идеи фильма является отец режиссёра — Фуад Мустафаев Фильм посвящён Ходжалинской резне. В фильме рассказывается о трагической судьбе двух любящих пар в годы Первой карабахской войны. «Ходжа» считается первым фильмом, снятым в жанре неоэкспрессионизма], а также первым полнометражным фильмом, отражающим всю трагедию Ходжалы. Съёмки фильма проходили с ноября 2011 года по январь 2012 года в Баку и в Шеки. 7 октября 2012 года фильм был показан на 49-м международном кинофестивале «Золотой апельсин» в Анталье. 29 ноября 2012 фильм был продемонстрирован на 35-м Каирском международном кинофестивале. Фильм также принял участие в 31-м международном кинофестивале «Фаджр» в Иране. 31 марта 2013 года фильм Ходжа был показан в Москве.
27 января 2016 года состоялась премьера фильма «Али и Нино», продюсером которого выступила Лейла Алиева. Фильм снят на мотивах одноимённого романа Курбана Саида В фильме рассказывается об история о любви двух бакинцев: азербайджанца-мусульманина Али хана Ширваншира и грузинки-христианки Нино Кипиани. Главные роли в фильме исполняют известные актёры Мария Вальверде (грузинка Нино) и Адам Бакри (азербайджанец Али). Съёмки фильма проходили в Азербайджане, а именно в Баку, его древней части Ичери Шехер, Гобустане и Биби-Эйбате, в регионах страны — в уникальном селе Хыналыг и Гедабеке, а также в Турции.
21 апреля 2016 состоялась премьера драматический фильма «Занавес», режиссёром и сценаристом которого выступил Эмиль Гулиев. В 2017 году в свет вышел фильм «Второй занавес» того же режиссёра.
В 2018 году в честь 200-летия создания немецких колоний в Азербайджане режиссёром Джалаладдином Гасымовым был снят фильм «Архив Шоллера». Кинокартина названа «Лучшим фильмом» в Германии на Международном фестивале Best Independents. Съёмки фильма проходили в Товузе, Гяндже, Гейгёле и Баку.
В мае 2018 года в честь 100-летия основания Азербайджанской Демократической Республики был снят фильм «Последнее заседание».

#### Фильмы
- «Дополнительное воздействие» (2010) — режиссёр Эльхан Джафаров
- «Актриса» (2011) — режиссёр Ровшан Исах
- «Спаситель человечества» (2011) — режиссёр Эльхан Джафаров
- «Град» (2012) — автор сценария Агиль Аббас, композитор Полад Бюльбюль-оглы, режиссёр Эльхан Джафаров)
- «Не умирай, пока не отомстишь» (2012) — режиссёр Октай Мир-Касимов
- «Посол зари» (2012) — режиссёр Акиф Рустамов
- «Степняк» (2012) — режиссёр Шамиль Алиев
- «Ходжа» (2012) — режиссёр Вахид Мустафаев
- «Занавес» (2016) — режиссёр Эмиль Гулиев
- «Занавес» (2017) — режиссёр Эмиль Гулиев
- «Архив Шоллера» (2018) — режиссёр Джалаладдин Гасымов
- «Последнее собрание» (2018) — режиссёр Фуад Алишов

### 2020-е годы
В 2020 году Хилал Байдаров снял фильм «Среди рассыпанных смертей», который был включён в основную конкурсную программу 77-го Венецианского кинофестиваля. Первый трейлер вышел 17 августа 2020 года.
4 апреля 2024 года учреждена Академия альтернативного кино для поддержки молодых кинематографистов.
В октябре 2024 года на XI Индийском международном конгрессе кинотуризма в Мумбаи Азербайджан назван самым популярным местом съёмок для режиссёров и продюсеров из Индии.
В 2024 году самыми кассовыми фильмами были «Тагиев: Нефть», «Apatiya» («Апатия»), «Səma ilə görüş» («Встреча с небом»), «Şor biznes» («Солёный бизнес»), «Hozu 007» («Хозу 007»).

### Документальное кино
С 2014 по 2023 год снята серия документальных фильмов о национальных парках Азербайджана «Ширванский национальный парк», «Аггельский национальный парк», «Гейгельский национальный парк», «Джейранлар», «Абшеронский национальный парк», «Шахдагский национальный парк», «Гызылагаджский национальный парк – Каспийская сказка» (2023). Ведутся съёмки фильма о Гирканском национальном парке.
9 августа 2024 года объявлен международный конкурс документальных фильмов «Отголоски перемен: взгляд на глобальную климатическую деятельность». Темы конкурса — сохранение биоразнообразия и экосистем, эффективное управление водными ресурсами, влияние гендерных и экологических проблем, решения в области возобновляемых источников энергии. Призы будут выдаваться в 5 номинациях. Победившие фильмы будут представлены на 29-й конференции ООН по изменению климата в ноябре 2024 года. 

## Кинофестивали
С 2017 года проводится ежегодный международный фестиваль документального кино «DokuBaku».
С 2021 года Азербайджан принимает участие в кинофестивале тюркского мира «Коркут Ата». Первый фестиваль прошёл в Стамбуле (2021), второй в г. Бурса (Турция) (2022).
С 8 по 11 октября 2023 года в Баку проведён III Кинофестиваль тюркского мира «Коркут Ата». На фестивале были представлены 40 художественных, документальных и анимационных фильмов Азербайджана, Турции, Узбекистана, Казахстана, Кыргызстана, Туркменистана, Гагаузии (Молдова), Татарстана, Алтая и Башкортостана (Российская Федерация). Приняли участие более 100 иностранных участников, в том числе кинематографистов стран-участниц.
В октябре 2024 года на Международном антальском кинофестивале показан полнометражный фильм «Марьям (Maryam)» Эльчина Гулиева.
8 июня 2025 года на фестивале «Евразия-Кинофест» (Сочи) в конкурсной программе принял участие фильм Фуада Дадашева «Гармония путешественника».

### Венецианский кинофестиваль
Художественный фильм режиссера Хилала Байдарова «Среди рассеянных смертей» был показан в основной конкурсной программе фестиваля.

#### 2024
В рамках 81-го Венецианского кинофестиваля были показаны два фильма — «Монолог одинокого человека» режиссера Эмина Эфендиева о Второй карабахской войне и «Создатели» режиссера Шамиля Алиева об архитектуре Азербайджана XX века.

### Бакинский международный кинофестиваль
Фестиваль учреждён Центром молодых кинематографистов в 2004 году под названием «START». На фестивале показываются короткометражные художественные и документальные фильмы. С 2024 года также проводится конкурс полнометражных фильмов.
На фестивале демонстрировались фильмы, завоевавшие награды на Каннском, Венецианском, Берлинском кинофестивалях и премии «Оскар».
Главный приз фестиваля — «Золотой гранат».

#### 15-й кинофестиваль
15-й Бакинский международный кинофестиваль проводится с 4 по 8 октября 2024 года в киноцентре «Низами».  
На фестивале будет показано 79 фильмов из 25 стран, в том числе Германии, Франции, Италии, Великобритании, Кореи, Китая, Индии, Колумбии, России, Турции, Казахстана, Кыргызстана, Узбекистана, Грузии, Молдовы, Хорватии, Ирана.
В рамках фестиваля впервые будет проведён конкурс полнометражных фильмов.
«Золотой гранат» вручён Гамиде Омаровой и Шукюфе Юсуповой.
В рамках внеконкурсных программ представлена программа «Наш язык», где будут продемонстрированы фильмы, снятые на азербайджанском языке соотечественниками, проживающими в разных странах мира.
В жюри входят кинорежиссеры Сиддик Бармак, Махмут Фазыл Джошкун, Джан Озбатур, Исмаил Монсеф, Евгений Майзель, Эльдар Юлдашев, Зумре Эртюрк.

### ANIMAFILM 2025
C 3 по 7 сентября 2025 года в Баку в киноцентре «Низами», Дворцовом комплексе Ширваншахов и Доме анимации будет проведён 8-й международный фестиваль анимации «ANIMAFILM». Фестиваль организован Ассоциацией анимации Азербайджана.
Тема фестиваля 2025 года — «Кошки».
На фестиваль подано 317 фильмов из 62 стран в 4 международных и 1 местной категории. После отбора к фестивалю допущены 39 фильмов из 20 стран. 10 из них в местной категории, 29 — международной.
Будет проведен питчинг анимационных проектов.
Официальный трейлер фестиваля — «Куда идут эти кошки?».

## Союз кинематографистов
С 1963 года действовал Союз кинематографистов Азербайджана. Председателем правления Союза являлся Расим Балаев.
В 2012 году был создан Союз кинематографистов Азербайджанской Республики. Председателем правления являлась Шафига Мамедова.
26 июля 2023 состоялось совместное заседание правления двух союзов. Было принято заявление об объединении союзов. 5 марта 2024 года проведена объединительная конференция. Два союза объединились в Союз кинематографистов Азербайджана. Председателем нового союза избран Расим Балаев.